# Наталия Герман
Наталия Мирчевна Герман (на румънски: Natalia Gherman; родена на 20 март 1969 г., Кишинев, Молдавска ССР, СССР) е молдовски държавник и политик, дипломат.
Тя е изпълнителен директор на Изпълнителната дирекция за борба с тероризма на Комитета за борба с тероризма на Съвета за сигурност на ООН от 2023 г.

## Биография
Родена е в Кишинев на 20 март 1969 г.
Завършва висше образование в катедрата по английски и немски език на Филологическия факултет на Държавния университет на Молдова и после през 1992 г. Националното училище за политически и административни науки в Букурещ. Владее английски, руски, френски и немски език.
Служил е като посланик в Австрия и постоянен представител в ОССЕ и други международни организации във Виена (2002 – 2006), после е посланик в Швеция, Норвегия и Финландия (2006 – 2009).
На 29 юни 2009 г. Герман, по предложение на министър Андрей Стратан, е назначена за заместник-министър на външните работи и европейската интеграция и главен преговарящ за сключване на Споразумението за асоцииране между Молдова и Европейския съюз.
На 30 май 2013 г. Герман е назначена за първи вицепремиер, министър на външните работи и европейската интеграция в правителството на Юрие Лянка.
От септември 2017 до 2023 г. е специален представител и ръководител на Регионалния център на ООН за превантивна дипломация в Централна Азия с седалище в Ашхабад.
Подкрепя европейската интеграция на Молдова и се противопоставя на интеграцията в Митническия съюз на ЕАЕС; привърженик е на забраната за препредаване на руски телевизионни канали в Молдова.
Тя е изпълнителен директор на Изпълнителната дирекция за борба с тероризма на Комитета за борба с тероризма на Съвета за сигурност на ООН от 2023 г. 